# Madeleine Zillhardt
Madeleine Zillhardt (San Quintino, 10 giugno 1863 – Neuilly-sur-Seine, 16 aprile 1950) è stata una scrittrice e pittrice francese.
Madeleine Zillhardt fu scrittrice, decoratrice e pittrice. La sua vita è strettamente legata a quella di un'altra artista, la pittrice tedesca Louise Catherine Breslau, della quale ella fu la compagna di vita e la musa ispiratrice. Trascorsero assieme più di quaranta anni, una vita dedicata all'arte. Madeleine era la sorella minore della pittrice Jenny Zillhardt.

## Biografia
Madeleine Zillhardt nacque nel nord della Francia, in Piccardia, e si trasferì a Parigi per studiare pittura all'Académie Julian, unico istituto d'insegnamento dell'arte che era aperto anche alle donne, assieme a sua sorella Jenny Zillhardt. Nell'Academia conobbe giovani artiste come lei: Julie Delance-Feurgard, la cantante italiana Maria Feller, Anna Klumpke, Hermine David, Agnes Goodsir, Sarah Henrietta Purser, Sophie Schaeppi, Marie Bashkirtseff, e soprattutto la "rivale" di quest'ultima, Louise Catherine Breslau, nel 1884. Madeleine chiese a Louise Breslau di farle il ritratto, Louise acconsentì e da quel giorno esse, prese da una reciproca passione, non si lasciarono più e traslocarono definitivamente assieme nel 1886. Un anno più tardi Louise eseguì il quadro Contre Jour, una delle sue opere più riuscite, che rappresentava la coppia che le due artiste formavano nella loro intima relazione, culturale e sentimentale. L'opera fu poi acquistata dalla Svizzera nel 1896 ed oggi è visibile nel Museo di belle arti di Berna.
Madeleine Zillhardt divenne una delle più originali decoratrici dell'epoca, mentre Louise Breslau conobbe un immenso successo nel mondo della pittura. Le due donne formarono una coppia imprescindibile nell'ambiente artistico parigino e frequentarono spesso i loro amici artisti, che ricevevano in casa loro: Henri Fantin-Latour, Auguste Rodin, Edgar Degas (di cui Madeleine Zillhardt scrisse una biografia). Per dissensi sull'affare Dreyfus, le due artiste, in seguito, si allontanarono da Degas.
Nel 1914 scoppiò la prima guerra mondiale e Madeleine si distinse nella decorazione realizzando delle "ceramiche patriottiche", fra cui Bravo Tigre!, a sostegno di Georges Clemenceau e soprattutto Fluctuat nec mergitur, Paris bombardé, Jurons de ne pas oublier, che denunciavano i bombardamenti di civili durante la guerra, e che oggi fa parte della collezione del Musée de l'air et de l'espace di Le Bourget. Al tempo stesso continuò a dipingere con Louise Breslau. Le due artiste eseguirono ritratti di soldati, infermiere e medici destinati al fronte, da offrire alle loro famiglie prima della partenza.
Dopo la guerra la salute di Louise iniziò a declinare, finché la pittrice morì nel 1927. Madeleine Zillhardt, straziata, passò il resto della sua vita a perpetuare l'opera della sua scomparsa compagna. Donò le sue opere a diversi musei, fra cui 66 tele al Museo di belle arti di Digione, e il ritratto Henry Davison al "Museo du Jeu de Paume", oggi esposto al Museo d'Orsay. La Zillhardt ha così impedito che le opere della sua compagna si disperdessero e ha fatto sì che potessero invece figurare oggi nelle collezioni nazionali ed internazionali.
Nel 1928, Madeleine acquistò a Parigi una casa galleggiante in cemento, la Liège, per metterla a disposizione dell'Esercito della Salvezza. Con il contributo della mecenate americana Winnaretta Singer, principessa di Polignac ed erede della Compagnia Singer, la chiatta venne risistemata dall'architetto Le Corbusier nel 1929. Essa prese il nome di Louise-Catherine in omaggio a Louise Breslau. Madeleine Zillhardt volle che il galleggiante divenisse un rifugio per i senza tetto durante l'inverno, e una colonia per vacanze l'estate, dedicata ai bambini, sempre ormeggiata a Parigi sulle sponde della Senna presso il Pont des Arts, poi nei pressi del Pont d'Austerlitz. La casa fu gestita dall'Esercito della Salvezza sino al 1995. Nel 2006, fu rilevata dall'architetto Michel Cantal-Dupart, che fondò l'Associazione "Louise-Catherine" e la "Fondation Le Corbusier", ma affondò accidentalmente il 10 febbraio 2018 durante la secca della Senna a Parigi. La chiatta "Louise-Catherine" è comunque situata presso il Pont d'Austerlitz, nel XII arrondissement.

## Nelle collezioni pubbliche
- Ceramiche al "Museo dell'Aria e dello Spazio". Le sue opere di arti decorative conobbero un rinnovato interesse in occasione delle celebrazioni del Centenario dell'armistizio del 1918,[15].
- Opere nelle collezioni de "La Contemporanea"[16], Biblioteche, archivi, musei del mondo contemporaneo (ex-BDIC), a Nanterre.
- Sous la Lampe. Portrait de Madeleine Zillhardt di Louise Catherine Breslau al "Musée Antoine Lécuyer" di San Quintino[17].
- Portrait de Madeleine Zillhardt, Museo d'Orsay[18].

## Riconoscimenti
- La Città di Parigi ha intitolato una piazza "Louise Catherine Breslau et Madeleine Zillhardt" (VI arrondissement) nel quartiere di Saint-Germain-des-Prés.[19]
- "Giornata internazionale dei diritti delle donne" 2018 e "Notte europea dei Musei" 2018, viaggio artistico in Europa al Museo Antoine-Lécuyer".[20][21]
- Un'opera del Museo Antoine Lécuyer di San Quintino: Sous la lampe, portrait de Madeleine Zillhardt (video).[22]
- Progetto di ristrutturazione della casa galleggiante a cura della Fondazione Le Corbusier.[23]